# Polska Organizacja Walki o Niepodległość
Polska Organizacja Walki o Niepodległość (POWN, Angelika, prawdopodobnie od rozkazu nr 1 Aleksandra Kawałkowskiego z 26 listopada 1941: kryptonim Monika) – polska organizacja ruchu oporu działająca we Francji, była „organizacją przykrywkową” dla działań określonych jako Akcja Kontynentalna. 
Założona w 1941 przez Aleksandra Kawałkowskiego prowadziła działania wywiadowcze oraz propagandowe. Po utworzeniu frontu zachodniego niektóre jednostki brały czynny udział w działaniach bojowych. Liczbę członków organizacji szacuje się na 15 tys. osób.